# Tinodes radonus
Tinodes radonus är en nattsländeart som beskrevs av Arturs Neboiss 1990. Tinodes radonus ingår i släktet Tinodes och familjen tunnelnattsländor. Inga underarter finns listade i Catalogue of Life.